# Veronica Roth
Veronica Anne Roth (New York, 1988. augusztus 19. –) amerikai írónő. Legismertebb munkája a Beavatott-trilógia.

## Élete
Az Illinois állambeli Barringtonban nőtt fel. Anyja Barbara Ross festő, aki Barringtonban él. Három gyerek közül ő a legfiatalabb. Szülei ötéves korában elváltak, anyja újraházasodott, Frank Rosst vette el. Testvére és nővére Chicagóban élnek.
Német és lengyel felmenőkkel rendelkezik. Roth így nyilatkozott az apjáról: "Volt munkája, és messze dolgozott. Most jó kapcsolatban állok a mostohaapámmal." Anyai ágon nagyszülei koncentrációs tábor túlélők voltak. Roth úgy ismerkedett meg a kereszténységgel, hogy középiskolás korában hittanórákra járt.
A Grove Avenue Elementary School, a Prairie Middle School és a Barrington High School tanulója volt. Miután egy évet töltött a Carleton College tanulójaként, a Northwestern Egyetem tanulója lett.
2011-ben házasodott össze Nelson Fitch fényképésszel. Chicagóban élnek.

## Magyarul megjelent művei
- A beavatott. A trilógia első kötete; ford. Logos [Németh Anikó Annamária]; Ciceró, Budapest, 2012
- A lázadó. A trilógia második kötete; ford. Logos [Németh Anikó Annamária]; Ciceró, Budapest, 2013
- A hűséges. A trilógia harmadik kötete; ford. Logos [Németh Anikó Annamária]; Cicero, Budapest, 2014
- Négyes. A beavatott trilógia kiegészítő kötete; ford. Logos [Németh Anikó Annamária]; Ciceró, Budapest, 2014
- A beavatott. A trilógia első kötete; ford. Logos [Németh Anikó Annamária]; 2. jav. kiad; Ciceró, Budapest, 2016
- A lázadó. A trilógia második kötete; ford. Logos [Németh Anikó Annamária]; 2. jav. kiad; Ciceró, Budapest, 2016
- A hűséges. A trilógia harmadik kötete; ford. Logos [Németh Anikó Annamária]; 2. jav. kiad; Cicero, Budapest, 2016
- Árnyak és jelek; ford. Kleinheincz Csilla; Ciceró, Budapest, 2017
- Elválaszt a sors; ford. Kleinheincz Csilla; Ciceró, Budapest, 2018
- Kiválasztottak; ford. Kleinheincz Csilla; Gabo, Budapest, 2021
- A vég és más kezdetek. Történetek a jövőből; ill. Ashley Mackenzie, ford. Márton Zsófia; Gabo, Budapest, 2022
- Bárka; ford. Kleinheincz Csilla; in: Elhagyott part. Hat sci-fi történet; szerk. Blake Crouch; Agavé Könyvek, Budapest, 2022